# Korynetes coeruleus
Korynetes coeruleus là một loài bọ cánh cứng trong họ Cleridae. Loài này được de Geer miêu tả khoa học năm 1775.